# Bataille de Port-Saint-Père (20 avril 1793)
Pour les articles homonymes, voir Bataille de Port-Saint-Père.
Guerre de Vendée
Batailles
La première bataille de Port-Saint-Père a lieu lors le 20 avril 1793 de la guerre de Vendée. Elle s'achève par la victoire des républicains qui s'emparent de Port-Saint-Père.

## Déroulement
Après avoir vaincu les paysans révoltés en Bretagne, le général Beysser gagne Nantes le 16 avril 1793. Le 20, il sort de la ville à 4 ou 6 heures du matin et entre dans le Pays de Retz,,. Il marche sur Port-Saint-Père, sur les rives du lac de Grand-Lieu.

## Forces en présence
Du côté de républicains, le général Beysser commande 3 000 hommes d'infanterie, tant gardes nationaux que volontaires, 200 cavaliers et 8 canons, dont deux pièces de 12 livres. L'avant-garde, forte de 500 hommes, est menée par Labory. Dans ses mémoires, le chef vendéen Pierre-Suzanne Lucas de La Championnière estime également le nombre des républicains à 3 000.
Côté vendéen, Pierre-Suzanne Lucas de La Championnière affirme dans ses mémoires que Pajot et Lapierre ne peuvent rassembler que 200 hommes pour défendre le bourg,. Ils disposent également de plusieurs pièces d'artillerie dont le nombre varie selon les sources : Lucas de La Championnière évoque trois canons, dont une pièce de 18 livres ; Savary parle d'un canon de 24 livres, d'un canon de 8 livres et de plusieurs pierriers ; et Beysser de quatre canons et de six pierriers.

## Déroulement
Bien que chargés de surveiller la sortie de Nantes, les habitants de Bouguenais ne donnent pas l'alerte,. Beysser traverse ce bourg, qu'il trouve désert et arrive jusqu'à Bouaye presque sans être aperçu des insurgés, n'ayant trouvé comme obstacles que deux tranchées coupant la grand'route au niveau du bois de la Noë,,.
Au matin, à onze heures, les républicains commencent à canonner Port-Saint-Père. Les Vendéens placent leur canon de 18 livres sur la grand'route et les deux autres dans le cimetière. Les insurgés tentent de défendre le passage, espérant les renforts de Charette à Machecoul,. Cependant les pièces républicaines sont mieux servies que celles des Vendéens. Après une longue canonnade, les chefs Pajot et Lapierre sont blessés et doivent se retirer,. Privés de leurs chefs, les insurgés se débandent. Selon Lucas de La Championnière, Chauvet, ancien garde national, passé aide-de-camp de Pajot après avoir été capturé par les Vendéens, change une nouvelle fois de parti et fournit un bateau aux républicains pour leur faire traverser la rivière. Cependant ce récit n'est confirmé par aucune autre source selon l'historien Lionel Dumarcet. Après trois heures et demie de combats, et au moins 250 coups de canons tirés, Port-Saint-Père est aux mains des républicains. Ces derniers font ensuite venir des bateaux de Nantes pour établir un pont.
Beysser reste deux jours à Port-Saint-Père, avant de repartir le 22 avril pour attaquer Machecoul.

## Pertes
Le général Beysser écrit au département que ses pertes ne sont que d'un homme tué et de six blessés. Il déclare ignorer les pertes des « brigands », précisant que seulement deux hommes tués ont été trouvés sur place, et affirme s'être emparé de quatre canons et de six pierriers,.